# 상대주의적 프로그래밍
상대주의적 프로그래밍 (RP)는 병행 컴퓨팅의 방식으로, 코드를 읽는 사람과 코드 작성자 간의 충돌을 피하기 위한 노력 대신에, 그 알고리즘은 그들을 용인하고, 이벤트의 순서와 관련되지 않고 올바른 결과를 얻게 해주도록 설계되어있다.  또한, 상대주의적 프로그래밍 알고리즘은 이벤트의 전역 순서의 존재 없이도 작업을 설계할 수 있다. 그것은 몇 가지 경우가 될 수 있는데, 그 경우에서 하나의 스레드는 두 이벤트를 다른 순서로 볼 수 있다. 이러한 경우 필수적으로 강한 모델 대신에 인과 일관성 아래에서 작업을 지시한다. 
상대주의적 프로그래밍은 한 스레드가 다른 스레드를 위해 기다릴 필요가 없기 때문에, 다른 병행 패러다임과 비교한 수행 능력에서 이점을 제공한다. 그래서 이런 종류 (예를 들어 RCU)는 리눅스 커널에서 광범위하게 사용되고 있다.

## 같이 보기
- 논 블로킹 알고리즘

## 외부 문서
- 상대주의적 프로그래밍